# Olivier Adam
Olivier Adam (Draveil, 12 de julio de 1974) es un escritor y guionista francés, autor de novelas, cuentos y guiones televisivos y cinematográficos. 

## Trayectoria
Adam creció en el departamento del Essonne, con sus dos hermanos. Su padre era empleado de banca.
En 2004 su libro de cuentos Pasar el invierno ganó el Premio Goncourt de la Nouvelle y en 2009 su novela Des vents contraires ganó el Grand Prix RTL-Lire. Junto al director de cine Philippe Lioret escribió un guion basado en su novela Je vais bien, ne t'en fais pas. La película homónima se estrenó en 2006 y, aparte de otros premios, mereció la Étoile d'or al mejor guion en 2007. Junto al propio Lioret y a Emmanuel Courcol escribió el guion de la película Welcome (2009), inspirada en los inmigrantes detenidos en Calais que tratan de cruzar el canal de la Mancha para entrar en el Reino Unido. Por el guion de esta película los guionistas ganaron en 2010 el Premio Prévert  de la Union Guilde des Scénaristes (UGS).
En 2011 se estrenó la adaptación cinematográfica de su novela Des vents contraires, dirigida por Jalil Lespert y en cuyo guion participó el propio Adam. Los actores protagonistas fueron Benoît Magimel, Isabelle Carré y Antoine Duléry.

## Traducciones al español
Las siguientes obras de Adam se han traducido al español:
- Pasar el invierno (título original: Passer l'hiver). Traductora: Irene Antón. Madrid: Errata Naturae, 2008.
- A la intemperie (título original: À l'abri de rien). Traductora: Ana Herrera Ferrer. Barcelona: El Aleph Editores, 2008.